# ViaMéca
 (décembre 2015).
Si vous disposez d'ouvrages ou d'articles de référence ou si vous connaissez des sites web de qualité traitant du thème abordé ici, merci de compléter l'article en donnant les références utiles à sa vérifiabilité et en les liant à la section « Notes et références ».
ViaMéca est un pôle de compétitivité créé en 2005 consacré au développement de la filière mécanique. Il est implanté dans les territoires du Massif central et de la région Auvergne-Rhône-Alpes.

## Historique
Viameca a été fondé en 2005 pour soutenir la filière mécanique dans le Massif central et les régions Auvergne-Rhône-Alpes et Centre-Val-de-Loire.
En 2011, ViaMeca a signé des accords de partenariat avec le pôle allemand d'ingénierie Inplas et le pôle italien de mécatronique Mesap.
En 2018, dans le cadre de l'évolution des pôles de compétitivité et de re-labellistion pour la période 2019-2022 (Phase IV), ViaMéca et Mont-Blanc Industries ont déposé un projet conjoint qui comprendrait leur fusion sous le nom de Cimes (Conception & Integration of Mechanical Systems).

## Domaines d'activité
Les membres de ViaMéca se composent d'entreprises de mécanique de tailles diverses, de centres de recherche, d'institutionnels et de clusters. Ses bureaux sont situés à Clermont-Ferrand. Elle est membre de Mecafuture, l'association qui regroupe les pôles de compétitivité de la mécanique.
Le pôle opère dans quatre domaines[source insuffisante] :
- Ingénierie des surfaces,
- Procédés avancés de fabrication,
- Systèmes intelligents et robotiques,
- Ingénierie des usages et des services.

## Chiffres clé
En 2018, ViaMéca comporte 499 entreprises et 342 laboratoires et organismes de formation[source insuffisante]. En 2012, le pôle était évalué comme « performant » par le ministère de l'industrie.
Le territoire sur lequel le pôle concentre son activité compte environ 4 000 entreprises de mécanique de toute taille (grands groupes, ETI, PME, TPE), 235 000 salariés (20 % des effectifs français) et 2 500 chercheurs.

### liens externes
- Site officiel